# Воловниково (Московская область)
Воловниково — деревня в Клинском районе Московской области, в составе Воздвиженского сельского поселения. Население — 31 чел. (2010). До 2006 года Воловниково входило в состав Воздвиженского сельского округа.
Деревня расположена в северо-западной части района, у границы с Тверской областью, примерно в 20 км к северо-западу от райцентра Клин, на правом берегу реки Яузы, высота центра над уровнем моря — 142 м. Ближайшие населённые пункты — Корост на противоположном берегу реки, за ним, западнее — Чернятино. Через деревню проходит региональная автодорога 46К-0280 (автотрасса М10 «Россия»— Высоковск).

## Население
| 2002 | 2006 | 2010 |
| ---- | ---- | ---- |
| 22   | ↘15  | ↗31  |